# Et maintenant
Et maintenant est une chanson composée et interprétée par Gilbert Bécaud en 1961 ; les paroles sont de Pierre Delanoë.

## Historique et contexte
La genèse de ce titre a été racontée par Pierre Delanoë et quelques auteurs spécialistes de la chanson française comme Fabien Lecoeuvre ou Bertrand Dicale : 

« En 1961, Gilbert Bécaud rencontre sur le vol Paris-Nice une actrice, Elga Andersen, qui se rend chez son fiancé. Le lendemain, ils rentrent par le même vol, mais elle est décomposée. Son histoire d'amour s'est finie dans la nuit. Bécaud lui propose de prendre un petit déjeuner chez lui, dans sa cabane en bois du Chesnay (Yvelines). À un moment, elle s'est appuyée au piano en murmurant : « Et maintenant, qu'est-ce que je vais faire ? » Il a appelé Pierre Delanoë en lui disant : « J'ai un début. » La chanson s'est écrite dans la journée. On a tout de suite compris que c'était un bon titre. De là à imaginer un tel tube…,, »

.
La chanson devient rapidement un standard mondial : elle est classée six semaines no 1 au hit-parade du 1er mai 1961 au 11 juin 1961, et le single se vend à 404 000 exemplaires.
Bécaud l'enregistre en anglais (paroles de Carl Sigman) sous le titre de What Now My Love et elle devient en 1962 un hit au Royaume-Uni dans une version de Shirley Bassey qui reste dix-sept semaines au UK Singles Chart, atteignant le no 5,. Devenue un standard, What Now My Love se classe une nouvelle fois no 14 dans une version de Sonny and Cher. La version instrumentale enregistrée par Herb Alpert donne son nom à un album qui se classe n°1 du Bilboard Album US pendant 9 semaines en 1966.
Les versions interprétées par Elvis Presley, Frank Sinatra, Judy Garland, etc, l'imposent comme un standard mondial,, juste derrière Je t'appartiens (Let it be me), créé aussi par Bécaud/Delanoë.

Dans cette chanson, le thème musical est un ostinato. Une caisse claire frappe quasi invariablement le même rythme caractéristique d'un boléro. Le thème de la chanson est celui d'un amour déçu : le désespoir et la révolte vont en crescendo (de même que la musique) et cela jusqu'au tragique dernier vers : 

« Je n'ai vraiment… plus rien ! »

## Artistes ayant repris ou adapté Et maintenant
Versions enregistrées en anglais, sauf mention contraire,,.
- Haut – A
- B
- C
- D
- E
- F
- G
- H
- I
- J
- K
- L
- M
- N
- O
- P
- Q
- R
- S
- T
- U
- V
- W
- X
- Y
- Z

## A
- Salvatore Adamo (en français : Et maintenant) (2014)
- Aimable : (instrumental : Et maintenant) (1966)
- David Alexander (en)
- Alpay (en) (en turc : Seninle Ölmek)
- Herb Alpert (instrumental)
- Elga Andersen (en français : Et maintenant) (1961)
- Philippe Andrey (en français : Et maintenant) (1962)
- Ray Anthony (instrumental)
- Richard Anthony (1965)
- Isabelle Aubret (en français : Et maintenant)
- Bob Asklöf (en suédois Vad händer nu ?) (1965)
- Ed Ames - de L'Ed Ames Album (1964)
- Eddy Arnold - de L'univers Romantique de Eddy Arnold (1968)
- Chet Atkins - de C'est un Monde de la Guitare (instrumental) (1967)
- Nora Aunor - de Handog ni Guy Vivre (1991)

## B
- Long John Baldry
- Shirley Bassey
- Peter Belli (en danois : Hva' Nu, Min Ven?) (1979)
- Roy Black (en français : Et maintenant)
- Gilbert Bécaud (en français, en anglais, en allemand, en espagnol)
- The Brothers Four (1965)
- Isabelle Boulay (en français : Et maintenant)
- Charles Boyer
- Dee Dee Bridgewater (en français : Et maintenant)
- Max Bygraves

## C
- Lana Cantrell
- Caravelli (instrumental)
- José Carreras (en français : Et maintenant)
- Judita Čeřovská (en tchèque : Co bude dál)
- Maurice Chevalier (en français : Et maintenant)
- Christelle Chollet (en français : Et maintenant)
- Ann Christy (en français : Et maintenant)
- Petula Clark
- Les Classels (en français : Et maintenant sur la cassette Les Titres d'or, Les Classels, volume 2, distribution : disque mérite ltée)
- Richard Clayderman (instrumental)
- Freddy Cole
- Les Compagnons de la chanson
- Ray Conniff
- Ben Cramer (en néerlandais : Vervlogen Tijd) (1995)
- Ben Cramer en duo avec Emily Bécaud (en néerlandais et en français) (2017)

## D
- Dalida (en italien : Senza di te)
- Vic Damone
- Vic Dana (en) (1965)
- John Davidson
- Sammy Davis Jr.
- Angelo Debarre (instrumental)
- Joey DeFrancesco (instrumental)
- John DeFrancesco (instrumental)
- Alice Dona (en français : Et maintenant)
- Lou Donaldson (instrumental)
- Lee Dorsey
- Oliver Dragojevic
- Anne-Marie David

## E
- Candan Erçetin (en français : Et maintenant)
- Duane Eddy

## F
- Lara Fabian (en français : Et maintenant)
- Marianne Faithfull (en français : Et maintenant)
- Agnetha Fältskog
- Ferrante & Teicher
- Connie Francis (en anglais/français et en français/italien : Che mai farò)
- Aretha Franklin (en duo avec Frank Sinatra) (1993)
- Élodie Frégé (en français : Et maintenant)

## G
- Judy Garland
- Lucho Gatica (en français : Et maintenant)
- Don Gibson
- Jackie Gleason
- Robert Goulet
- Earl Grant
- Stéphane Grappelli (instrumental)
- Buddy Greco

## H
- Johnny Hallyday (en français : Et maintenant)
- Kiyoshi Hasegawa (en japonais : 帰っておいで) (1970)
- Marc Hervieux (en français : Et maintenant)
- Richard Holmes (1965)
- Engelbert Humperdinck

## I
- In-Grid (en français : Et maintenant)
- Tor Isedal (en suédois : Vad gör jag nu?)

## J
- Jocelyne Jocya (en français : Et maintenant)

## K
- Patricia Kaas
- Dick Kallman (en) (1965)
- Barney Kessel (instrumental)
- Ben E. King
- Hildegard Knef (en allemand : Was wird aus mir)
- Marianne Kock (en suédois : Vad händer nu?)
- André Kostelanetz
- János Kulka (en) (en français : Et maintenant)
- Laďka Kozderková (en tchèque : Co bude dál)

## L
- Maurice Larcange (instrumental) (1976)
- Gloria Lasso (en français : Et maintenant)
- James Last
- Steve Lawrence
- Vicky Leandros
- Amanda Lear (2014)
- Brenda Lee
- Michel Leeb (en français : Et maintenant)
- Raymond Lefèvre (instrumental)
- Grégory Lemarchal (en français : Et maintenant)
- Sébastien Lemoine (en français : Et maintenant) (2018)
- The Lettermen
- Ramsey Lewis (instrumental)
- Liberace
- Helmut Lotti
- Arthur Lyman (instrumental)

## M
- Freddie McCoy (instrumental)
- Barbara McNair
- Dominique Magloire (en français : Et maintenant)
- Martha and the Vandellas
- Grady Martin (instrumental)
- Al Martino
- Johnny Mathis
- Paul Mauriat (instrumental)
- Pino Mauro (en italien : Se tu lo vuoi)
- Milva (en italien : Che mai farò)
- Liza Minnelli en duo avec Judy Garland (1965)
- Eddy Mitchell (en français : Et maintenant)
- Willie Mitchell
- Modern Jazz Quartet (1972)
- Gilbert Montagné (en français : Et maintenant) (2016)
- Lee Morgan
- Alain Morisod (instrumental)
- Nana Mouskouri

## N
- Jim Nabors
- Willie Nelson
- Anthony Newley
- Wayne Newton
- NOFX
- Vincent Niclo (2016)

## O
- Roy Orbison
- Thomas Oliemans (en français; adaptation mêlant la chanson et le boléro de Ravel)

## P
- Patti Page
- Florent Pagny (en français : Et maintenant)
- Fausto Papetti (instrumental)
- Joe Pass
- The Peddlers
- Mario Pelchat (en français : Et maintenant) (2015)
- Miss Piggy (Frank Oz)
- Elvis Presley
- Franck Pourcel (instrumental)

## R
- Lou Rawls
- Della Reese
- Irene Reid
- Ginette Reno (en français : Et maintenant)
- Righteous Brothers
- Edmundo Ros
- Rey Ruiz (Porque Te Vas) (version salsa)
- Mitch Ryder
- Ricchi e Poveri (en italien : E no e no)

## S
- Sandler and Young
- Patrick Saussois (instrumental)
- Dato Shake (en malaisien : Oh Kasihku) (2003)
- Sandie Shaw
- Frank Sinatra
- Javier Solís (en espagnol : Y ahora que)
- Sonny & Cher
- Sounds Incorporated (instrumental)
- Dakota Staton
- Barbra Streisand
- Enzo Stuarti
- The Supremes
- Les Stentors (en français : Et maintenant)
- Ginjirô Sweet (en japonais et en français : Et maintenant)

## T
- The Temptations
- Agnaldo Timóteo (en portugais : E Agora)
- Trio Esperança
- Richard Tucker
- Stanley Turrentine (instrumental)
- Will Tura (en flamand : Wat moet ik doen)

## V
- Caterina Valente
- Dana Valery
- José van Dam (en français : Et maintenant) (2018)
- Sarah Vaughan
- The Ventures
- Vianney (2015, en français et en concert)
- Violetta Villas

## W
- Dionne Warwick
- Marianne Weber : (en néerlandais : Goodbye My Love)
- Joe Wilder (instrumental)
- Andy Williams
- Nanette Workman (en français) (1966)
- Klaus Wunderlich (instrumental)
- Lenny Welch (1966)
- Nancy Wilson - Juste pour aujourd'hui (1967)

## Y
- Johnny Young

## Z
- Patrick Zabé (en français) (2016)
- Gheorghe Zamfir (instrumental)
- Måns Zelmerlöw (en français : Et maintenant)